# Château de Möllersdorf
Le château de Möllersdorf est un ancien château de style baroque situé à Traiskirchen, une commune autrichienne du district de Baden en Basse-Autriche.

## Histoire
Le bâtiment est construit en 1688 par le trésorier impérial Thomas Zacharias comte Czernin von Chudenitz qui acquiert à cet effet la propriété du maître de poste Johann Saar. La raison de l'acquisition est probablement la proximité de la résidence d'été impériale Laxenburg. Thomas Czernin fait construire sur les lieux un petit château et aménager un jardin.
Lorsque le comte Czernin meurt prématurément, en 1700, à l'âge de 39 ans, sa veuve vend la propriété au dernier prince de Transylvanie, Mihály Apafi II. Ce dernier cède rapidement sa propriété à Hieronymus Freiherr von Scalvinoni, un haut fonctionnaire de la cour impériale. Son fils Franz Christoph vend le domaine au comte Viktor von Philippi en 1723. Philippi est un diplomate, mais aussi adjudant général du prince Eugène de Savoie. Il rénove intégralement le château avant de le vendre à Charles Alexandre de Lorraine qui y reçoit souvent les membres de la famille impériale. À sa mort en 1780, c'est son neveu l'empereur Joseph II qui hérite de la propriété qu'il convertit en caserne en 1781.
Au début du XIXe siècle, un hôpital militaire y est installé à l'usage des soldats de la zone d'entraînement militaire voisine près de Münchendorf. De 1823 à 1864, le palais ne remplit cette fonction que pendant les saisons plus chaudes, car il était malaisé à chauffer. En hiver, il a de nouveau été utilisé comme caserne. En 1873, le bâtiment devient une prison militaire.
De 1920 à 1925, le château est utilisé comme institution pénale civile jusqu'à ce que la ville de Traiskirchen achète le bâtiment en 1927 et le convertisse en appartements, créant de la sorte le Schusterhof.
Le bâtiment devait être détruit vers la fin du XXe siècle. Cependant, sa démolition a été empêchée par la protection du patrimoine cultuel (Listeneintrag). La ville de Traiskirchen a donc commencé à rénover le bâtiment en 2002. Un jardin d'enfants d'État a été mis en place et quelques anciennes reliques telles que des armoiries en pierre ou des fresques ont été restaurées.

## Description
Le château est situé sur la rive gauche du Mühlbach. Sa structure est cubique et présente deux étages. Son toit en croupe extrêmement haut a été développé et équipé de nombreuses mansardes. La conception des façades roses et blanches date du XVIIIe siècle. Elles sont structurées par de solides pilastres rainurés. Les fenêtres rectangulaires entre les deux ont été entièrement rénovées.
Le front principal à onze axes est souligné par un risalit central à cinq axes faisant saillie autour d'un axe de fenêtre. Cette conception servait à l'origine comme allée couverte à usage des voitures. Le bâtiment est flanqué d'une verrière. Les fenêtres du rez-de-chaussée du projectile central sont encadrées de hautes arcades aveugles. Celles-ci, autrefois ouvertes, ont ensuite été murées et rouvertes et vitrés lors de la dernière restauration.
L'entrée du jardin d'enfants se trouve maintenant du côté opposé. Le cadran baroque au-dessus était presque méconnaissable, mais pouvait bénéficier d'une restauration. L'intérieur a été reconstruit plusieurs fois pour les besoins successifs du château et n'a presque pas conservé de caractéristiques historiques ou artistiques. Une seule pièce possède une fresque au plafond qui représente quelques dieux grecs. Une sculpture en pierre ornée des armoiries des Philippi, propriétaires des lieux en 1723, est visible dans le hall d'entrée.